# أيدا أوفرتون ووكر
أيدا أوفرتون ووكر (بالإنجليزية: Aida Overton Walker) هي راقصة وممثلة أمريكية، ولدت في 14 فبراير 1880 في ريتشموند في الولايات المتحدة، وتوفيت في 10 أكتوبر 1914 في نيويورك في الولايات المتحدة.